# Browsing
El browsing, anglicismo que puede ser traducido literalmente al español por "ramonear", "pastorear" o “ojeo”, está definido por Xia Lin como “un proceso interactivo en el que uno puede visualizar grandes cantidades de información, percibir o encontrar estructuras o relaciones, y seleccionar ítems, centrando su atención visual en ellos”.

## Generalidades
Diversos autores[¿quién?] ven el browsing como una buena estructura organizacional, ya que los ítems relacionados se encuentran unos cerca de otros. Es de especial utilidad cuando los usuarios no están familiarizados con el contenido de la colección. Resulta útil a quienes tienen dificultad para expresar su necesidad de información, y favorece a los usuarios pues muchos documentos contienen relaciones jerárquicas (por ejemplo en forma de árbol) o bien relaciones semánticas o asociativas, presentando un tipo de información que es más fácil reconocer que describir. 

## Metodología
Se entiende por browsing el método de acceso a la información consistente en ojear un espacio con el propósito de reconocer objetos en él. Puede realizarse en espacios de una dimensión (una lista) de forma secuencial, o puede tener lugar en un contexto estructurado (por ejemplo en forma de mapa). Puede realizarse tanto en contextos analógicos (por ejemplo, revisar las estanterías de una biblioteca) como en contextos digitales (en el seno de documentos presentados por un procesador de texto, o en presentaciones multimedia, o explorando la propia World Wide Web, etc).

## Browsing en la web
En el caso de Internet, el browsing implica desplazamientos hipertextuales a través de una estructura en el seno de un mismo sitio web o manejando simultáneamente distintos sitios web. Este caso particular de browsing en la web suele recibir el nombre de navegación, término acuñado por Marcia Bates.
Al margen de la estrategia escogida (Bates propone 17 estrategias diferentes), el browsing resulta cómodo de usar porque al buscar objetos es natural: coordina lo físico, lo emotivo y lo cognitivo, de la misma forma en que ocurre en el mundo físico. Por eso, esta forma de acceso a la información propicia el hallazgo de información de manera fortuita, fenómeno similar al que se produce al ojear las estanterías de una biblioteca o las páginas de un libro, y también al navegar "sin rumbo" por la web. Todo esto es conocido como serendipia, o el hecho de no saber lo que se busca hasta que se encuentra, algo bastante frecuente en la búsqueda de información.